# کوه بنگستان
کوه بنگستان با امتداد شمال غربی جنوب شرقی در شمال غرب شهر بهبهان واقع شده‌است. این کوه شامل سازندهای ایلام، سروک، گورپی و پابده می‌باشد. سازندهای آسماری و گچساران در یال جنوبی و شمالی این کوه رخنمون پیدا کرده‌اند. روستای گچ بلندبهمئی بعنوان محل برشی سطحی در ۴۲ کیلومتری شمال غرب شهر بهبهان و در یال جنوبی کوه بنگستان واقع شده‌است.